# 拉罗克埃斯克拉蓬
拉罗克埃斯克拉蓬（法語：La Roque-Esclapon，法語發音：[la ʁɔk ɛsklapɔ̃]）是法国普罗旺斯-阿尔卑斯-蓝色海岸大区瓦尔省的一个市镇，属于德拉吉尼昂区。

## 地理
拉罗克埃斯克拉蓬（43°43'23"N, 6°37'48"E）面积26.98 平方千米，位于法国普罗旺斯-阿尔卑斯-蓝色海岸大区瓦尔省，该省份为法国东南部沿海省份，北起上普罗旺斯阿尔卑斯省，西北角与沃克吕兹省接壤，西接罗讷河口省，南濒地中海，东临滨海阿尔卑斯省。
与拉罗克埃斯克拉蓬接壤的市镇（或旧市镇、城区）包括：塞拉农、巴尔热姆、拉巴斯蒂德、蒙斯、塞扬。

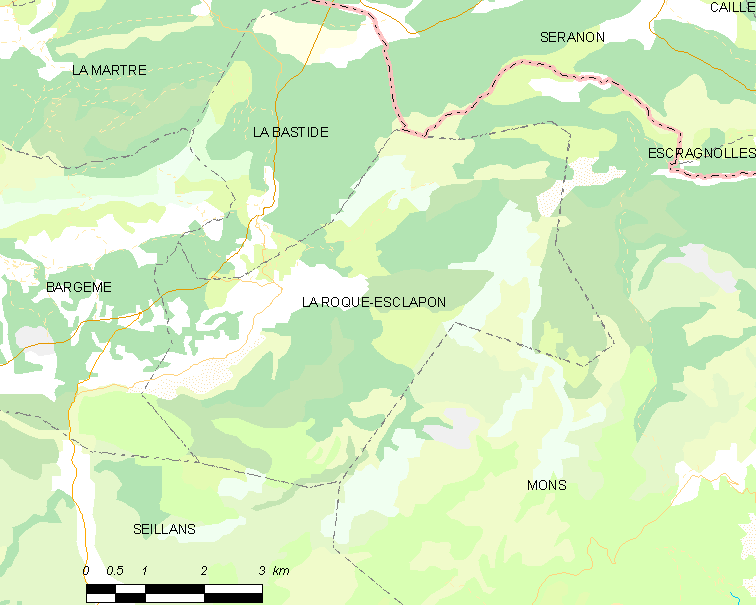
拉罗克埃斯克拉蓬的OSM定位图

拉罗克埃斯克拉蓬的时区为UTC+01:00、UTC+02:00（夏令时）。

## 行政
拉罗克埃斯克拉蓬的邮政编码为83840，INSEE市镇编码为83109。

## 政治
拉罗克埃斯克拉蓬所属的省级选区为弗拉约斯克县。

## 人口

1962-2008年间拉罗克埃斯克拉蓬人口变化图示

拉罗克埃斯克拉蓬于2022年1月1日时的人口数量为253人。